# أبرشية المنيا القبطية الكاثوليكية
أبرشية المنيا القبطية الكاثوليكية هي أبرشية كاثوليكية شرقية في الجيزة. وهي إحدى الكنائس التابعة لبابا روما ( طقس إسكندري) تتبع الإقليم الكنسي الوحيد لكل مصر ، ويرأس هذا الإقليم البطريرك القبطي الكاثوليكي بالإسكندرية (البطريرك الحالي إبراهيم إسحاق سدراك).
الكرسي الاسقفي لابرشية المنيا هو كاتدرائية المسيح الملك الواقعة في المنيا عاصمة محافظة المنيا في صعيد مصر. هي واحدة من الثماني ابرشيات القبطية الكاثوليكية في مصر. الأنبا باسيليوس فوزي الضبع (المطران الحالي) رسم مطران علي ابرشية المنيا في 13نوفمبر 2020.

## تاريخ التأسيس
تأسست في 26 نوفمبر 1895 كأبرشية المنيا، وانفصلت عن نيابة مصر الرسولية. وتعد مطرانية المنيا للأقباط الكاثوليك من أعرق المطرانيات بحيث تزامن تأسيسها مع تأسيس البطريركية عبر 3 أبرشيات، فهي إحدى أولى ثلاث أبرشيات اسسها قداسة البابا لاون الثالث عشرإبان تجديد الكرسي البطريركي لكنيسة الأسكندرية للأقباط الكاثوليك، وهي واحدة من الأبرشيات المهمة مساحها تعادل مساحة المنيا 200 كم طول النيل وعرض مساحة المنيا، ونزدان الأبرشية بأكثر من 37 كنيسة ، ويرعى شؤون الرعايا فيها حوال 45 كاهنًا، ويتراوح عدد أبناء الكنيسة القبطية الكاثوليكية في الأبرشية حوالي 55 ألف قبطي كاثوليكي، ونزدان الأبرشية أيضًا بمدارسها السبع التابعة للمطرانية والتي تعمل على إرساء ثقافة السلام والمحبة بين طلابها.

## الأبرشية والعمل التنموي
أرسى البطريرك انطنيوس نجيب قواعد العمل التنموي في الأبرشية ، وتجسدت الفكرة بهدف خدمة جميع المواطنين دون تمييز من أجل إعلاء شأن الإنسان، وتشعبت هذه الفكرة حتى بات متشعبة تنمويًا فشملت تنمية المرأة، والطفل، والفقراء، والمهمشين، كما شمل العمل النموي  تأمين قروض لصغار الفلاحين، التنمية المستدامة، ذوي الاحتياجات الخاصة وغير ذلك من الأنشطة وذلك لتحقيق ملء كرامة الانسان من خلال تمكين المجتمعات ودعم المشاركة المجتمعية وتعظيم الموارد المحلية ولا سيما البشرية. كما أمتد العمل الأبرشي ليشمل المساجين وأسرهم ، من خلال كاهن يهتم برعايتهم ، ناهيك عن العمل مع الأرامل وكبار السن والشابات العاملات وأطفال الشوارع وخدمتهم في سبيل الحفاظ على إنسانيهم وكرامتهم. كما أن الأبرشية قد أسست المركز الثقافي الكاثوليكي من أجل إظهار الوجه الثقافي لمحافظة المنيا ولأبنائها المثقفين. وقد انبثق عن هذا المركز الصالون الثقافي الأول في المنيا ، والهدف الأسمى من المركزالثقافي وما يتبعه من صالون ثقافي هو تعزيز الدور القيادي عند الشبان والشابات الذين تطوعوا من مسيحين ومسلمين بهدف تنمية الأفراد والإنسان والمجتمع. بالاضافة الى اعداد باقة من النشاطات مثل المهرجانات الثفافية والعروض الفنية التشكيلية التي تعزز ثقافة السلام.

## اساقفة المنيا
تاريخ اساقفة الأبرشية- يبلغ عدد أساقفة أبرشية المنيا منذ تأسيسها وحتى الآن سبعة أساقفة تمثلوا في
- جوزيف مكسيم صدفاوي، أسقف (6 مارس 1896 - وفاة 13 يناير 1925)- مواليد مدينة أخميم -مديرية جرجا في 17 أغسطس 1863م، الحق بالكلية الشرقية ببيروت-لبنانودرس الفلسة واللاهوت ونال درجة الدكتوراة في اللاهوت عام 1889م، سيم كاهنً في بيروت في يونيو 1889م ، ثم عاد إلى مصر وعين مدرسًا بالمدرسة الأكليريكية بالفجالة، تمت سيامته أسقفًا لأبرشية المنيا في مارس 1896م توفي عام 1925م ودفن بكنيسة درب الجنينة بالموسكي، ثم نقل جثمانه إلى مدافن البطاركة بالكاتدرائية الجديدة بمدينة نصر. ويعود إليه الفضل في إنشاء العديد من الرعايا في أبوقرقاص البلد، ومنسافيس والبربا الكبرى وبني عبيد وطوة ونزلة غطاسومنهري وابوانوبردنوها.
- فرانشيسكو باسيليو بيستاورس، أسقف (10 أغسطس 1926 - الوفاة 30 نوفمبر 1934)- ولد بمدينة طهطا - مديرية جرجا عام 1879م والحق في 1892 بدرسة الآباء اليسوعيين بالفجالة ثم ارسل إلى لبنان لتلقي العلوم الفلسفية واللاهوتية بالكلية الشرقية ببيرتعام 1898م. سيم كاهنًا على يد الأنبا أغناطيوس برزي عام 1903م، عين مدرسًا بمدرسة الآباء اليسوعيين بالقاهرة عام 1907م، وفي 1909 عين وكيلاً لأبرشية المنيا، وعين مديرًا رسوليًا لأبرشية المنيا في بداية عام 1926م، وفي نهاية العام ذاته سيم أسقفًا للأبرشية، وفي في نوفمبر 1934م عن عمر يناهز 55 عامًا ، ودفن بالنيسة الكاتدرائية بالمنيا. تمثلت أهم أعماله في: تشيد كاتدرائبة المنيا، وانشاء رعية قبطية كاثوليكية على اسم مريم العذراء بالحي القبلي بمدينة المنيا
- جرجس بركة، أسقف (8 يوليو 1938 - الوفاة 9 ديسمبر 1946)- اسمه أمين جبرة ، وهو مواليد طهطا - مديرية جرجا عام 1888م، التحق بالمدرسة الأكليركية بطهطا عام 1903م، فدرس الفلسفة واللاهوت، وسيم كاهنًا على يد الأنبا أغناطيوس برزى مطران طيبة في 1911م، عين مساعدًا لأبو قرقاص البلد، تم اختياره أسقفاً لأبرشية المنيا خلفًا للأنبا باسليوس في 1938م، توفي في ديسمبر 1946م ، وتم دفنه بمدافن الأساقفة بالكاتدرائية بالمنيا، أهم أعماله : تشيد كنيسة قلب يسوع للأفباط الكاثوليك بمدينة الفكرية 1938م، بناء كنيسة ومدرسة سمالوط وتدشينها.
- المطران بولس نصير، رئيس أساقفة (21 يناير 1950 - 24 يناير 1967)- واسمه بشاي نصير، مواليد أبوتيج بأسيوط في ديسمبر 1896م، التحق بالدرسة الأكليريكية بطهطا عام 1909م ودرس بها الفلسفة واللاهوت، سيم كاهنًا بطهطا عام 1920، على يد الأنبا أغناطيوس برزي، عين راعيًا لبردنوها في 1920، ثم نقل راعيًا للكاتدرائية بالمنيا عام 1923م، وفي 1938 عين وكيلاً للأنبا جرجس البركة ثم عين مديراً رسوليًا لكرسي المنيا، وفي 1950 تم اختياره أسقفًا لأبرشية المنيا ، وكان سيامته الأسفية على يد البطريرك الأنبا مرقس خزام، توفي في 1967م ودفن جثمانه بالكاتدرائية بالمنيا. أهم أعماله تمثلت في: افاح كنيسة مار جرجس ببني مزارفي 1953م، كما قام بإنشاء الدار الأسقفية الملحقة بالكاتدرائية ، وقام بتشيد الكنيسة الجديدة بالفكرية (كنيسة ملكة السلام)، افتتاح كنيسة ومدرسة اشنين النصارى عام 1961م، شرع في بناء كنيسة نجع الدك ولكن العمر لم يمهله ذلك.
- المطران إسحاق غطاس، رئيس الأساقفة (8 مايو 1967 - الوفاة 8 يونيو 1977)- واسمه اسحق متى ، مواليد نزلة غطاس بالمنيا عام 1909م، التحق بالأكليريكية بطهطا عام 1921ودرس الفلسفة واللاهوت، وسيم كاهنًا بكنيسة جرجا 1932، عين مساعدًا لراعي أبو قرقاص البلد وعين وكيلاً للإيبارشية البطريركية في القاهرة. توفي في يونيو 1977م وتم دفنه بالكاتدرائية بالمنيا، أهم أعماله انشاء وترميم منازل الوقف بالقاهرة. بناء قاعة اجتماعات ومسكن الراعي ببني عبيد، بناء عمارة سكنية للرسالة بأرض سلطان بالمنيا، امام مبنى رعية نجع الدك وافتتاحه في عام 1973، تجديد الكنيسة الكاتدرائية بالمنيا.
- أنطونيوس نجيب ، أسقف (26 يوليو 1977 - 29 سبتمبر 2002) ، لاحقًا بطريرك الإسكندرية للأقباط (مصر) ([30 مارس 2006] 7 أبريل 2006 - 15 يناير 2013)- ولد بسمالوط في مارس 1935م ، والتحق بالمدرسة الأكليريكية 1934 ودرس الفلسفة واللاهوت ، سيم كاهنًا بالمنيا عام 1960على يد الأنبا بولس نصير، سافر إلى روما وعين بعد عودته منا مدرسًا للكتاب المقدس بالمعهد الأكليريكي بالمعادي عام 1964م، تم سيامته الأسقفية بالمنيا على يد البطريرك الأنبا أسطفانوس  الأول، تم إعفاءه من إدارة الأبرشية في 2002 نظرًا لطروفه الصحية، أهم أعماله تمثلت في: انشاء عدد من المشروعات الخدمية والأقتصادية مثل مستشفى الأمل بالفكريةومزرعة شوشة. تجديد عدد كبير من كنائس الأبرشية  مثل البربا والفكرية ودلجا.
- إبراهيم إسحاق سدراك ، أسقف (5 أكتوبر 2002 - 15 يناير 2013) ، لاحقًا بطريرك الإسكندرية للأقباط (مصر) ([15 يناير 2013] 18 يناير 2013 - الحالي)- ولد في 1955 بقرية بني شقير بأسيوط ، الحق بالأكليركية الكبرى بالمعادي، سيم كاهنًا بالمعادي عام 1980، حصل على درجة الدكتوراة في اللاهوت العقائدي من جامعة القديس غريغوريوس بروما. كلف من قبل غبطة البطريرك اسطفانوس الثاني برعاية كاتدرائية سيدة مصر بمدينة نصر حتى موعد اختياره من قبل السينودس المقدس ليكون اسقفاً للمنيا خلفاً للأنبا أنطونيوس نجيب في اكتوبر عام 2000, أهم أعماله تمثلت في انشاء رعيتين جديدتين في كل من الهريف وعزبة طنطاوي، كما قام ببناء كنيسة مرقس بمبنى الراعي الصالح بحي المنيا قبلي.
- بطرس فهيم عوض حنا، أسقف (8 أبريل 2013-7 أكتوبر 2020)
- باسيليوس فوزي الضبع، أسقف (13 نوفمبر 2020 -الحالي )

## كنائس الأبرشية
تتضمن أبرشية المنيا للأقباط الكاثوليك مجموعة من الكنائس المنتشرة في كافة أنحاء المحافظة ، ونذكر من بينها:
- كنيسة السيدة العذراء (عزبة جاهين) بالمتيا للأقباط الكاثوليك.
- كنيسة السيدة العذراء ومار يوحنا الحبيب بمنسافيس.
- كنيسة مار جرجس بمنسافيس.
- كنيسة القديسة تريزا بالحواصلية.
- كنيسة السيدة العذراء- الحواصلية.
- كنيسة السيدة العذراء- طوة
- كنيسة القديسة ريتا بطوة
- كنيسة السيدة العذراء- نزلة غطاس.
- كنيسة مار مرقس بالمنيا.
- كنيسة العائلة المقدسة - أرض سلطان.
- كنيسة أم المعونة الدائمة - سمالوط
- كنيسة أم المخلص بردنوها
- كنيسة السيدة العذراء- أبوان
- كنيسة مار جرجس ببني مزار
- كنيسة القديسة تريزا بمغاغة.
- كنيسة زهراء المنيا الجديدة.
- كنيسة القيامة بالمنيا الجديدة.
- كاتدرائية يسوع الملك للأقباط الكاثوليك بالمنيا.

## وصلات خارجية
- مطرانية الأقباط بالمنيا